# Jopará
Jopará (někdy také guarañol nebo castení) označuje kreolský jazyk na bázi španělštiny, užívaný většinou obyvatelstva Paraguaye (pouze v hlavním městě Asunciónu se hovoří převážně španělsky). V jazyce Guaraní znamená jopará směs, v zásadě se jedná o dialekt, užívající mnoho španělských slov, ale indiánskou gramatiku. Stojí v opozici k „čistému“ Guaraní, nazývanému Guaraníete. Jopará ovlivňuje také paraguayskou hovorovou španělštinu, např. řidší užívání členu, výslovnost (elize koncových souhlásek a s na konci slabik), specifický způsob konjugace atd. Pro většinu populace je jopará skutečným mateřským jazykem, když čistým guaraní (guaraní puro) hovoří v podstatě pouze nepočetné izolovaně žijící indiánské kmeny.
| Jopará                               | Španělsky                          | Česky                           |
| ------------------------------------ | ---------------------------------- | ------------------------------- |
| Upeichaite hablo a mi sobrina kuéra. | Así hablo a mis sobrinas.          | Takto mluvím se svými neteřemi. |
| iñinteligenta                        | (ella) es inteligente              | (ona) je inteligentní           |
| me voy ecuela noturnope              | voy a la escuela noturna           | jdu do večerní školy            |
| nuetro vecino ndive                  | con nuestro vecino                 | s naším sousedem                |
| che suerte                           | tengo suerte                       | mám štěstí                      |
| nda che suertéi                      | no tengo suerte                    | nemám štěstí                    |
| che ru músico                        | mi padre es músico                 | můj otec je hudebník            |
| Ramona quebranto                     | los quebrantos de Ramona           | Ramoniny starosti               |
| e rancho kue de mi papá              | es el antiguo rancho de mi papá    | to je starý ranč mého otce      |
| acontetá                             | contesto                           | odpovídám                       |
| oprotetá por injuticia               | protestan por la injusticia        | protestují proti bezpráví       |
| ropresentasénte                      | sólo te quiero presentar           | jen tě chci představit          |
| quitalena esa etupidé de su cabeza   | quítale esa estupidez de la cabeza | vyžeň jí tu hloupost z hlavy    |
| Que bañáteke.                        | ¡Báñate!                           | Umyj se!                        |
| ¿Sabé, pa?                           | ¿Sabes?                            | Víš?                            |